# Гаральд Екерн
Гаральд Йоганнес Екерн (норв. Harald Johannes Økern; 19 січня 1898 року, Берум — 17 серпня 1977 року, Берум) — норвезький двоборець, учасник Перших Зимових Олімпійських ігор і дворазовий переможець Голменколленського лижного фестивалю у двоборстві.

## Кар'єра
Гарольд Екерн народився у Берумі та виступав за місцевий лижний клуб. Він привернув до себе увагу у 1919 році, коли посів сьоме місце у Голменколленському лижному фестивалю. Наступного року він став Чемпіоном Норвегії. У 1922 року Гаральд став переможцем Голменколленського лижного фестиваля. Через два роки він зміг перемогти одразу у Чемпіонаті Норвегії та Голменколленському лижному фестивалі. Також він отримав тогорічну Голменколленську медаль, розділивши її з Йоганом Греттумсбротеном. Єдиною невдачею у тому році був виступ на Перших зимових Олімпійських іграх, де Гарольд Екерн посів четверте місце. Наступного року він у третій раз став чемпіоном Норвегії та посів друге місце у Голменколленському лижному фестивалі. Після цього він вирішує закінчити виступи.
Гарольд Екерн був дядьком лижника Олава Екерна, бронзового призера Олімпійських ігор у Санкт-Моріці та батьком спортсменки із спортивного орієнтування Маріт Екерн.